# Mekaniska verkstäders riksförbund
Mekaniska verkstädernas riksförbund, MVR, är en branschorganisation för företag som driver mekaniska verkstäder samt utvecklar, tillverkar och säljer metallvaror och metallprodukter. 
MVR:s verksamhetsidé är att verka för en växande marknad i Sverige och ge ett viktigt stöd till de enskilda medlemsföretagens utveckling genom att främja affärsmöjligheter, undanröja hinder och tillhandahålla medlemsservice. 
Förbundet bildades 1915 [källa behövs] som Sveriges Smidesverkstäders Riksförbund, senare Sveriges Smides- och Mekaniska Verkstäders Riksförbund. 
MVR:s nyhetskanal är tidningen Svensk Verkstad. Tidskriften har funnits sedan 1916 och hade titeln Svensk smidestidning 1916–1964 och titeln Verkstadsinformation 1965–2003. År 2004 fick den sin nuvarande titel. Den har en upplaga på över 21 000 ex där huvuddelen går till verkstadsföretag, medlemsföretag och inköpare av legotjänster, maskiner och kringutrustning. MVR samarbetar med marknadsplatsen Qimtek som nu även äger och producerar tidningen Svensk Verkstad.